# Перепаденко Сергій Олександрович
Сергій Олександрович Перепаденко (нар. 11 серпня 1992, Запоріжжя, УРСР) — український футболіст, півзахисник.

## Клубна кар'єра
Вихованець запорізького «Металурга». Дорослу футбольну кар'єру розпочав 1989 року в запорізькому «Торпедо». У 1990 році разом з бравтом перейшов у московський «Спартак», але виступав переважно в резервній команді. У 1993 році підписав контракт з іспанським «Бадахос», де вже раніше грав його брат. За іспанський клуб не зіграв жодного офіційного матчу, де став гравцем московського «Локомотива». У 1997 році знову виїхав до Іспанії, де захищав кольори аматорської команди «Віста-Алегре», яку вже певний час тренував його брат. У 2007 році виступав за інший аматорський іспанський клуб «УС Стігес». Футбольну кар'єру завершив 2008 року.
По завершенні кар'єри, як і брат, проживає в Іспанії, де працює в сфері нерухомості.

## Кар'єра в збірній
У 1992 році виступав за молодіжну збірну СНД.

## Особисте життя
Старший брат, Геннадій Перепаденко, також професіональний футболіст.

## Досягнення
- Вища ліга СРСР
  -  Срібний призер (1): 1991

- Кубок СРСР
  -  Володар (1): 1991

- Прем'єр-ліга Росії
  -  Срібний призер (1): 1995
  -  Бронзовий призер (1): 1994